# 24-то средно училище „Пейо Крачолов Яворов“
24 средно училище „Пейо Крачолов Яворов“ в София се намира в ж.к. „Хаджи Димитър“.
Носи името на даровития български поет Пейо Яворов. Училището е основано през 1930 г. и се помещава в масивна сграда, типична за строителството в междувоенния период, в съседство с 23-та градска поликлиника.

## История
Училището започва своето съществуване като „Народно първоначално училище „П.К Яворов“ със заповед 665 на Министерството на народното просвещение от 13 март 1930 г. В периода до 1938 г. в него се обучават учениците от квартала до IV клас.
През учебната 1938/39 г. за него се построява нова учебна сграда и то се преобразува в Софийско народно основно училище „П.К Яворов“ с директор г-н Петър Лаков. Последната номерация училището получава през 1954 г., когато горният курс на училище „Неофит Бозвели“ се прехвърля в сградата на училище „П.К Яворов“ и то става 24-то средно училище „П.К. Яворов“.
През 1954/55 г. за първи път се дава награда за отличен успех – сребърен медал. Носителят е Анастасия Ангелова Кръстева, която се записва да следва медицина в тогавашния Медицински факултет. През учебната 1956/57 г. по инициатива на учителите по български език и литература започва да се издава училищен вестник „Яворово слово“. В следващата година по решение на учредения Родителски комитет се събират като дарения от родителите около 15 000 лв. с които се закупуват 20 инструмента за училищния духов оркестър. Негов пръв ръководител е учителят по музика Петър Зографов.
Училищният музей, посветен на П.К Яворов, е изграден през 1961 г., като е използвано жилищното помещение на училищния прислужник, а изразходваните средства са около 20 000 лв. Интериорът на музея е проектиран и изработен от Техникума по дървообработване и вътрешна архитектура. В инициативния комитет по изграждането на музея са Ганчо Г. Янков – директор, д-р Найден Н. Найденов – племенник на Яворов и др.
Днес усилията за развитие на училището са насочени към запазването на създадените традиции в реализирането на профил „Технологичен – предприемачество и бизнес“ по учебните програми на Джуниър Ачийвмънт – най-добрата практика на бизнес обучения в Европейския съюз. От десетина години училището си партнира в различни съвместни инициативи с БАН, за което има подписан договор.
Настоящият директор на 24 СУ „Пейо Крачолов Яворов“ е Данчо Балджиев.
Сред най-дългогодишните, обичани и уважавани учители са Маргарита Милева – Математика, Стефка Бънова – Български език и литература, Лили Тодорова – Музика, Мария Енчева – География, Татяна Велева – Химия, Анастас Ангелов и Константин Водиев – Физическа култура и спорт.

## Известни личности
- Георги Любенов – журналист
- Борислав Михайлов – футболист
- Павел Виданов – футболист
- Иво Танев – водещ и шоумен
- Момчил Давидов – дългогодишен преподавател в Академията на МВР, писател, поет, композитор, художник, публицист и експерт в областта на вътрешната сигурност и обществения ред.
- Николай Вълков – юрист, един от четиримата алпинисти, покорили без помощта на изкуствен кислород на 26 юли 2009 г. връх Гашербрум I (8068 м) в Каракорум.
- Евгения Раданова – българска спортистка и състезателка по шорттрек
- д-р Антонина Корчева – известен български епидемиолог, създател и ръководител на отделението по епидемиология на болница „Токуда“;
- инж. Атанас Пемов, изпълнителен директор на представителството на Dräger за България;
- Иван Рачев – журналист,
- Илиян Стоянов – художник-приложник;
- Илко Христов – бизнесмен (САЩ).
- д-р Венцислав Димов – специалист по ортопедия и травматология, завеждащ отделението по Ортопедия и травматология в СБАЛ „ПОЛИМЕД“, през 2011 г. е избран между най-добрите лекари в кампанията на радио „Дарик“.